# GENIE
GENIE（ジニー、原題:소원을 말해봐（願いを言ってみて））は、2009年6月22日に韓国で発売された少女時代の2ndミニアルバム、またはそのタイトル曲。また日本でのデビューシングルとして2010年9月8日に発売。

## 朝鮮語版
「Genie」はノルウェーの楽曲制作チームDSign Musicとフリドリン・ノースによって制作された。当初は「I Just Wanna Dance」という題名だったが、SMエンタテインメントが楽曲の版権を購入した後、ユ・ヨンジンが歌詞を書き直し、ユ・ハンジンが編曲した。
2009年6月22日にデジタル発売。発売から2、3日以内に歌は10個の異なるデジタル音楽チャートで首位を獲得した。その後、アルバムと着信音チャートでも首位を獲得した。
ステージでのパフォーマンスでは、「軍」のイメージが与えられた。ぴったりとした軍服のジャケット、ミニスカート、ホットパンツを履いた。振付は日本人の振付師である仲宗根梨乃が手がけ、誘惑的なイメージが打ち出されている。そのダンスは「チャギチャギ踊り」「美脚ダンス」と呼ばれ韓国でも人気を得た。
ミュージックビデオは2009年6月26日に公開。2010年10月にはサムスンPAVV LED TVの宣伝のため3Dバージョンが発表された。

### ミニアルバム『Genie』収録曲
1. 소원을 말해봐 (願いを言ってみて、Genie)
2. Etude
3. 여자친구 (ガールフレンド、Girlfriend)
4. 남자친구 (ボーイフレンド、Boyfriend)
5. 동화 (童話、My Child)
6. 1년 後 (1年後） - ジェシカ&オニュ

## 日本語版
日本デビューシングルとして2010年9月8日に発売。オリコンデイリーチャートで初登場5位、最高2位を記録した。
『Genie』日本語版MVは、少女時代の日本デビューから約1年半経過後の2012年4月3日に、SMエンタテインメント公式YouTubeチャンネル「SMTOWN」で公開された。
シングル発売前の2010年8月20日に『GENIE』日本語版MVの予告映像が公開されていたが、MV本編の一部の短い予告映像のみであったため、非公式のMV本編動画がYouTubeに置かれ人気となった。こちらは少女時代の日本国内担当レーベルユニバーサルミュージックジャパンから著作権侵害申し立てにより削除された。
『GEE』『Run Devil Run』の日本語版MVもYouTube初の正式公開された。3曲のMVはユニバーサルミュージックジャパンのYouTube公式チャンネルでは公開されていない。
『CDジャーナル』は「洗練されたダンス・ミュージックで心も身体も踊らせる。コツコツしたヒールの音で幕を開けるのが、なんとも狙い撃ち感あり」と評価している。
日本語版『GENIE』のミュージックビデオ（以下MV）には、当時SM練習生だったEXOのチャンヨルが出演している。

### 収録曲
CD
1. GENIE
2. GENIE (Korean ver.)
3. GENIE (Without Main Vocal)

DVD
1. GENIE (Music Clip)
2. GENIE (Dance Ver.)

### 特典
豪華初回限定盤
- CD+DVD
- フォトブック
- トレーディングカード（合計9絵柄の内、ランダムに1枚）

期間限定盤
- CD+DVD
- ポストカード

通常盤
- CD
- ポストカード

## 盗作疑惑・その他のバージョン
- 「GENIE」はウズベキスタンの歌手ディネイラの曲「Raqsga tushgin」の盗作だとする報道があった。この曲は少女時代が「Genie」を発表する前の2008年中からネット上で動画が公開されていた。これについてSMエンタテインメントは、ディネイラ側が「GENIE」のデモをどこからか入手し、ユニバーサルミュージックから適当な許可を得る事無く盗用したと主張している[24][25][26]。
- 2010年5月19日にオランダの歌手ナタリー・マコマは、本作の英語版公認カバー「I Just Wanna Dance」を発売した[27]。

## チャート
| チャート（2010年）               | 最高 順位 |
| -------------------------------- | --------- |
| 日本 オリコンチャートデイリー    | 2         |
| 日本 オリコンチャート週間        | 4         |
| 日本 オリコンチャート月間        | 4         |
| 日本 オリコンチャート年間        | 58        |
| 日本 RIAJ有料音楽配信チャート    | 78        |
| 日本 Billboard Hot Top Airplay   | 1         |
| 日本 Billboard Hot Singles Sales | 5         |
| 日本 Billboard Hot 100           | 4         |

### 売上と認定
| チャート                       | 売上と認定          |
| ------------------------------ | ------------------- |
| 日本 オリコン フィジカル売上   | 115,575+            |
| 日本レコード協会フィジカル認定 | ゴールド (100,000+) |
| 日本レコード協会PC配信         | プラチナ            |
| 日本レコード協会着うたフル     | プラチナ            |

## タイアップ
| 曲名  | タイアップ                 |
| ----- | -------------------------- |
| GENIE | 「Miero Beauty N」CMソング |

## 発売日一覧
| 地域         | リリース日     | 規格                     | レーベル |
| ------------ | -------------- | ------------------------ | --- |
| 韓国         | 2009年6月22日  | CD、デジタルダウンロード | SMエンタテインメント                                                                                             |
| シンガポール | 2011年6月18日  | CD                       | ソニー・ミュージックエンタテインメント（シンガポール）、ロックレコード（シンガポール）                           |
| マレーシア   | 2012年5月14日  | CD                       | タワーレコード（マレーシア）、EMI（マレーシア）                                                                  |
| タイ         | 2013年4月23日  | CD                       | SM True |
| インドネシア | 2014年3月31日  | CD                       | ユニバーサルミュージック                                                                                         |
| インドネシア | 2015年3月24日  | CD                       | ユニバーサルミュージック                                                                                         |
| インドネシア | 2015年5月9日   | 12"                      | ユニバーサルミュージック                                                                                         |
| マカオ       | 2014年9月25日  | CD                       | 棋人娛樂 |
| 日本         | 2016年2月1日   | CD                       | ユニバーサルミュージック                                                                                         |
| 香港         | 2019年7月31日  | CD                       | 寰亜唱片 |
| 日本         | 2010年8月1日   | 着信音                   | ユニバーサルミュージック                                                                                         |
| 日本         | 2010年8月11日  | 携帯電話端末向けフル配信 | ユニバーサルミュージック                                                                                         |
| 日本         | 2010年9月8日   | CD                       | ユニバーサルミュージック                                                                                         |
| 台湾         | 2010年11月5日  | CD                       | ユニバーサルミュージック                                                                                         |
| フィリピン   | 2010年12月11日 | CD                       | ユニバーサルミュージック                                                                                         |
| シンガポール | 2012年7月13日  | CD                       | ソニー・ミュージックエンタテインメント（シンガポール）、ロックレコード（シンガポール）、ユニバーサルミュージック |
| スウェーデン | 2012年11月19日 | CD                       | ユニバーサルミュージック                                                                                         |
| マレーシア   | 2013年6月10日  | CD                       | タワーレコード（マレーシア）、EMI（マレーシア）、ユニバーサルミュージック                                        |
| タイ         | 2014年5月28日  | CD                       | SM True、ユニバーサルミュージック                                                                                |
| カナダ       | 2015年8月7日   | CD                       | ユニバーサルミュージック                                                                                         |
| マカオ       | 2015年10月9日  | CD                       | 棋人娯楽 |
| インドネシア | 2016年4月12日  | CD                       | ユニバーサルミュージック                                                                                         |
| 韓国         | 2017年3月10日  | CD                       | SMエンタテインメント、ユニバーサルミュージック                                                                   |
| 中国         | 2018年2月5日   | CD                       | ワーナーミュージック・ジャパン（中国）、ユニバーサルミュージック                                                 |
| 香港         | 2020年8月3日   | CD                       | ユニバーサルミュージック、寰亜唱片                                                                               |

### 公式ビデオ
- "Tell Me Your Wish (Genie)" 韓国ティーザー映像 - YouTube
- "Tell Me Your Wish (Genie)" 韓国ミュージックビデオ - YouTube
- "Genie" 日本ティーザー映像 - YouTube
- "Tell Me Your Wish (Genie)" 韓国CM　サムスン「PAVV LED TV」 - YouTube
- Girls' Generation 소녀시대_Genie_Music Video (JPN ver.) - SMTOWN OFFICIAL CHANNEL (YouTube)